# Свеча в гробнице: Затерянные пещеры
«Свеча в гробнице: Затерянные пещеры» (кит. 龙岭迷窟, англ. Candle in the Tomb: The Lost Caverns) — китайский приключенческий телесериал в жанре мистического триллера, вышедший на стриминговой платформе Tencent Video в 2020 году. Основан на одноимённой второй книге серии романов «Свеча в гробнице» китайского писателя Чжан Муэ, выступающего под псевдонимом Тянься Бачан. Сериал продолжает историю искателей древностей Ху Байи, Ван Кайсюаня и Ширли Янг, которые отправляются в провинцию Шэньси, чтобы исследовать таинственные подземелья гротов Лунлин в поисках древнего артефакта — жемчужины Мучэнь. Режиссёром сериала выступил Фэй Чжэньсян. Главные роли исполнили Пань Юэмин, Чжан Юйци и Цзян Чао. Веб-сериал получил высокие оценки зрителей за атмосферу, актёрскую игру и верность оригиналу, став одной из самых популярных адаптаций в рамках франшизы.

## Сюжет
Ху Байи, отставной военный и знаток древностей, вместе со своим другом Ван Кайсюанем по прозвищу Толстяк, вернувшись из древнего города Цзинцзюэ, оседают в Пекине. Здесь они при содействии предприимчивого торговца по прозвищу Золотозуб пытаются заниматься торговлей антиквариатом. Однако дела идут слабо, и однажды они сталкиваются с загадочным приезжим, предлагающим редкий предмет — вышитую женскую туфельку, полученную при проведении ритуала изгнания демона засухи Ханьба. В рамках этого ритуала жители одной из деревень вскрыли старинную могилу, где, по преданию, была заживо похоронена беременная женщина. На её необычно хорошо сохранившемся теле находилось крупное полипообразное существо, признанное виновным в засухе. Существо было подвергнуто ритуальному избиению кнутом до смерти, после чего начался дождь. Сжечь захоронение полностью не удалось, и оно было разграблено. Именно в этих обстоятельствах и была обнаружена та самая туфелька, приведшая героев в провинцию Шэньси, где они намерены исследовать связанную с ней гробницу.
Туда же прибывает археолог Ширли Янг с целью изучения орнаментов на артефактах периода династии Западная Чжоу. Судьба вновь сводит её с Ху Байи и Ван Кайсюанем, и знакомая по предыдущим экспедициям троица объединяется. Попав в западню, устроенную враждебной бандитской группировкой, исследователи благодаря находчивости Ху Байи избегают гибели. В одной из пригородных гостиниц они встречают старого знакомого — Cлепого Чэня, который рассказывает легенду о таинственном «внутреннем хранилище» на Хребте Дракона и предостерегает их: Лабиринт гротов Лунлин считается одним из самых опасных мест для путешественников.
Ху Байи, Ван Кайсюань и Золотозуб направляются к храму Лун-вана, построенному, по преданию, грабителями гробниц на Хребте Дракона в удалённом от торговых путей месте с плохим фэншуем. Как выясняется, храм служил прикрытием для длительных тайных раскопок древних усыпальниц. Исследователи по неосторожности проваливаются в Лабиринт гротов Лунлин и сталкиваются с аномальным существом, складки тела которого образуют некое подобие человеческого лица с мимикой. Они находят бронзовый жертвенный котёл дин с орнаментом в стиле Западной Чжоу и предупреждающий рисунок на стене грота. После нападения летучих мышей герои прячутся под жертвенным котлом, где обнаруживают скелет с пробоиной в черепе. По ряду признаков они идентифицируют останки как принадлежащие Золотому Счетоводу — наставнику легендарного Чжэ Гу Шао в искусстве Моцзинь. Вероятной причиной его гибели могло стать то самое существо с лицеподобными складками, которого друзьям удалось не потревожить, а Золотозуб сумел избежать его гипнотического воздействия.
Выбравшись из подземелий, исследователи временно укрываются в доме местного старейшины Ван Дае, где вновь встречают Ширли Янг. Там же они узнают историю о путешествии Чжэ Гу Шао и мастера Ляо Чэня в поисках Жемчужины Му Чэнь — реликвии, которая якобы способна избавить от так называемого «проклятия красных пятен», поражающего потомков племени Заграмма и грабителей, вторгавшихся в древние захоронения этого народа.
Когда между героями и деревенской бандой разгорается конфликт, обе стороны вновь отправляются в Лабиринт Лунлин. На этот раз они вновь сталкиваются с существом, сидящим в стенном углублении. Бандиты начинают провоцировать его, забрасывая камнями, в результате чего оно вызывает сильный панический страх у присутствующих. В панике участники экспедиции и бандиты проваливаются на средний ярус пещер, где обитают гигантские пауки с рисунками человеческих лиц на брюшке. Спасаясь от них, выжившие достигают самого нижнего яруса, охраняемого особенно крупными и быстрыми пауками. Там расположена древняя гробница с множеством механических ловушек, ртутными потоками и аномальными зонами, где, по предположениям, может находиться ключ к разгадке местонахождения Жемчужины Му Чэнь.
Благодаря слаженным действиям и находчивости герои преодолевают все препятствия и добираются до центральной части гробницы. Там они находят «Небесную книгу костей дракона» и другие реликвии, связанные с древним культом. Покинув пещеры, они начинают подготовку к следующему этапу путешествия — экспедиции в Юньнань, где, согласно преданию, спрятана Жемчужина Му Чэнь и раскрыта тайна проклятия.

## В ролях
- Пань Юэмин — Ху Байи, отставной военный, харизматичный и решительный кладоискатель с богатым жизненным опытом.
- Чжан Юйци — Ширли Янг, американка китайского происхождения родом из обеспеченной семьи, работает фотографом в «National Geographic», умная, смелая, привлекательная.
- Цзян Чао — Ван Кайсюань по прозвищу Толстяк, верный друг Ху Байи с живым характером, склонен к шуткам и пищевым излишествам.
- Тун Лэй — Да Цзинья по прозвищу Золотозуб, торговец старыми вещами с хитрым нравом, по-своему честный, рассчитывает разбогатеть с помощью друзей-авантюристов.
- Чжоу Сяооу — Ма Дадан, решительный, грубоватый деревенский вожак, помогает героям в пещерах.
- Гао Вэйгуан — Чжэ Гу Шао,	потомственный кладоискатель из клана Баньшань, дедушка Ширли Янг, трагический герой с тяжёлой судьбой.
- Гао Сюн — Ляо Чэнь, отшельник и бывший Модзин Сяовэй, отказавшийся от грабежей и посвятивший жизнь духовным практикам.
- Ван Куйронг — Чэнь Юйлоу, легендарный предводитель клана Селин, мастер скрытых техник, позднее ослепший и ставший странствующим гадальщиком по прозвищу Слепой Чэнь.

## Культурные, мифологические и природные основы
Сюжет сериала насыщен культурными аллюзиями и мифологическими мотивами, унаследованными от народных поверий и классических текстов. Центральный образ Ханьба (旱魃) восходит к даосской и фольклорной традиции: древняя богиня засухи, чей культ отождествлялся с неупокоенными душами и бесами, вызывающими иссушение. В дораме её присутствие выражено через символику изображений на артефактах Западной Чжоуи через полипоподобные и паукообразные создания, нарушающие природный баланс.
Практика гадания по Ицзин отражена в использовании героями гексаграмм для анализа обстановки и принятия решений в подземных лабиринтах, что подчёркивает влияние конфуцианско-даосской интеллектуальной традиции на сюжет. Роль гексаграмм выходит за рамки мистики и выполняет функция своеобразной «навигационной карты» в аномальных условиях.
Мотив ртути как боевого и обрядового элемента исходит из представлений о «жидкости бессмертия», распространённых в алхимической школе Китая. Ртутные ловушки, встроенные в механизмы гробницы, служат индикатором сакральной опасности и символизируют одновременно очищение и разрушение.
Регион Лунлин, где происходят ключевые события, был создан на основе ландшафтов провинции Шэньси — преимущественно в окрестностях округа Юйлинь. Это сочетание карстовых образований, сухих ущелий и древних водоёмов создаёт визуальную атмосферу аномальных пещерных систем. Хотя в реальности пещер Лунлин не существует, съёмочные локации в Шэньси органично вплетаются в мифологический контекст сериала, объединяя реальные карстовые образования и мифологические представления о высохшем древнем море. В этом контексте создаются условия для выживания изолированных организмов, что обосновывает визуальные отсылки образов фантастических существ сериала — от полипообразного «младенца-упыря» до гигантских пауков с лицами. Последние, по аналогии с находками в Китае пауков рода Araneus (в частности Araneus mitificus) или семейства Thomisidae (Ebrechtella tricuspidata), чьи рисунки на брюшке часто используются в сценарии как естественное основание для изображения гигантского «лицеобразующего» паука — архетипа потустороннего духа.
В оригинале романа вместо подобной тварной формы фигурировал мальчик-цзянши (упырь), сын похороненной живьём. Замена на аморфное монструозное существо и внедрение пауков с лицами усиливают визуальную экспрессию и подчёркивают идею коллективного проклятия, границы между жизнью и смертью.
Таким образом, «Затерянные пещеры» демонстрируют баланс между археологическим реализмом, традиционным мифом и современной фантастикой, интегрируя вымышленные элементы в канву реально существующих верований, ритуалов и природных феноменов.

## Критика
Веб-сериал получил много похвал за высококачественную постановку, высокую точность в адаптации оригинальной работы, богатые и полные образы персонажей и захватывающую интерпретацию сюжета, и в очередной раз привлёк внимание зрителей к приключениям кладоискателей.
Критиками отмечалось качественное воссоздание классической повествовательной традиции и подчёркивание богатства и особенностей региональных культур через использование элементов фольклора. В экранизации постоянно упоминается концепция инь и ян, что отражает древнекитайское понимание взаимоотношений между человеком, природной средой и всеми живыми существами. В то же время дорама перемежается большим количеством народных легенд и местных анекдотов, которые увеличивают таинственность и интерес к дальнейшему просмотру.
Также отмечалось что козырными картами экранизации являются отлично проработанные персонажи, точность и красота в воспроизведении мельчайших деталей оригинального произведения.

## Награды и номинации
Сериал «Свеча в гробнице: Затерянные пещеры» (2020) получил признание на китайских кино- и телевизионных фестивалях, включая награды за актёрскую игру, режиссуру и визуальные эффекты:
| Год  | Премия                                                        | Категория                                                    | Лауреат / Номинант                  | Результат |
| ---- | ------------------------------------------------------------- | ------------------------------------------------------------ | ----------------------------------- | --------- |
| 2020 | Sir Movie Cultural & Entertainment Industry Award             | Лучшие визуальные эффекты в телесериале                      | Свеча в гробнице: Затерянные пещеры | Победа    |
| 2020 | Sir Movie Cultural & Entertainment Industry Award             | Лучший режиссёр телесериала                                  | Фэй Чжэньсян                        | Номинация |
| 2020 | Sir Movie Cultural & Entertainment Industry Award             | Лучший актёр в телесериале                                   | Пань Юэмин                          | Номинация |
| 2020 | Huading Award                                                 | Лучший актёр в телесериале                                   | Пань Юэмин                          | Номинация |
| 2020 | Huading Award                                                 | Лучшая мужская роль второго плана                            | Гао Вэйгуан                         | Номинация |
| 2020 | The Actors of China Award                                     | Лучшая актриса интернет-дорамы                               | Чжан Юйци                           | Номинация |
| 2020 | China Television Drama Production Industry Association Awards | Премия «Оригинальное мышление» — Выдающийся молодой режиссёр | Фэй Чжэньсян                        | Победа    |
| 2020 | Tencent Video TV & Movie Award                                | Лучший актёр в телесериале                                   | Пань Юэмин                          | Победа    |
| 2020 | Tencent Video TV & Movie Award                                | Сериал года                                                  | Свеча в гробнице: Затерянные пещеры | Победа    |
| 2021 | Golden Bud Network Film and Television Festival               | Лучший актёр года                                            | Пань Юэмин                          | Победа    |
| 2021 | Internet Film and Television Summit                           | Лучший интернет-сериал                                       | Свеча в гробнице: Затерянные пещеры | Номинация |
| 2021 | Hengdian Film Festival of China – Wenrong TV Award            | Лучший режиссёр                                              | Фэй Чжэньсян                        | Победа    |